# Nunang Antara
Nunang Antara is een bestuurslaag in het regentschap Aceh Tengah van de provincie Atjeh, Indonesië. Nunang Antara telt 1338 inwoners (volkstelling 2010).